# Erennio Ponzio
Erennio Ponzio (in latino Herennius Pontius; fl. IV secolo a.C.) è stato un condottiero sannita, ricordato da Tito Livio nel libro IX dei suoi Ab Urbe condita libri, padre del comandante in capo dei Sanniti durante la Seconda guerra sannitica, Gaio Ponzio.

## Biografia
Padre di un comandante sannita e ritenuto persona saggia e intelligente, durante la battaglia delle Forche Caudine (321 a.C.) ebbe l'onere, dopo che gli fu posta la questione dalla sua gente, di decidere la sorte dei nemici romani, oramai accerchiati. Egli consigliò loro di liberarli tutti e farli ritornare indietro sani e salvi, ma il suo consiglio non fu accettato; ritenendo che qualunque altra punizione o richiesta ignominiosa avrebbe provocato una reazione da parte dei Romani che il suo popolo non avrebbe potuto fronteggiare, Erennio consigliò quindi di ucciderli tutti ad uno ad uno.
Non trovandosi una soluzione, il figlio Gaio Ponzio lo mandò ancora una volta a chiamare e chiese al padre una soluzione che fosse una via di mezzo, come richieste di leggi a favore dei Sanniti, ma il vecchio ripeté le stesse cose. Ponzio optò poi per la scelta punitiva del giogo, sotto cui passarono i soldati romani spogliati di tutti i loro averi e scherniti e feriti dai vincitori, che avanzarono richieste e varie condizioni per la pace.

### Seguiti
Erennio sarebbe stato condotto a Roma, dopo la sconfitta di suo figlio, e sarebbe sfilato in catene con quest'ultimo nel trionfo del vincitore Quinto Fabio Massimo Gurgite.
Secondo Cicerone, Erennio Ponzio era stato amico di Archita di Taranto; Catone, nel Cato maior l'Arpinate scriveva che un certo Nearco di Taranto aveva prodotto un dialogo in cui intervenivano Erennio, Archita e Platone.